# クセロシキオス
クセロシキオス（学：Xerosicyos）は、ウリ科に含まれる属の一つ。または、クセロキシオス属に含まれる植物の総称。英名からグリーンドラムと呼ばれる事が多い。和名はミドリノタイコ（緑の太鼓）である。

## 特徴
マダガスカル原産の植物で、ウリ科の植物の中では珍しく多肉植物である。葉は扁平した円形をしており、厚みは5ｍｍ程度ある。つる性で固い巻きひげを持ち、周囲の物に絡みつきながら成長する。耐暑性に優れ、成長期は夏頃で繁殖方法は挿し木がある。葉挿しはできない。成長速度は遅い。他のウリ科の多肉植物はコシニア属、モモルディカ属がある。

## 栽培方法
多肉植物の例に漏れず、加湿を嫌うので過灌水に気を付ける。耐寒温度は5度程度なので、冬季は屋内に取り込み栽培するのが望ましい。真夏は葉焼けの恐れがあるので寒冷紗などで遮光して育てる。成長は非常に遅く、夏頃に一気に蔓を伸ばして成育する時期以外はほとんど成長しない。

## 名称について
英名、和名ともに葉の形に由来する。属名の Xerosicyos は、 Xero（乾燥した）Sicyos（キュウリ）の合成語である。語源は不明。

## 下位分類
本属は三種が認められる。参考元はこちら。
- クセロシキオス・ダングイー

　（Xerosicyos danguyi）
- クセロキシオス・プベスペンス

　（Xerosicyos pubescens）
- クセロシキオス・ペルリエリ

　（Xerosicyos perrieri）